# Kassadou
Kassadou est une ville et une sous-préfecture de Guinée, rattachée à la préfecture de Guéckédou et à la région de Nzérékoré. 

## Population
En 2016, le nombre d'habitants est estimé à 21 257, à partir d'une extrapolation officielle du recensement de 2014 qui en avait dénombré 19 881 .